# Katarina Hultling
Eva Maria Katarina Hultling, tidigare gift Hultling Sjöberg, född 5 december 1954, är en svensk sportreporter och programledare.

## Biografi
Hultling är dotter till skådespelaren Arthur Hultling och växte upp i Stockholm och Västerås. Efter Adolf Fredriks musikgymnasium började hon som växeltelefonist på Hotel Reisen i Stockholm. Hon ville bli skådespelerska och sökte till Scenskolan, men kom inte in. I stället blev hon antagen till Journalisthögskolan och började därefter som reporter på Radio Värmland.
Hultling har ett stort sportintresse och har spelat curling på elitnivå i många år. Åren 1982 och 1983 var hon med i Lag Högström och vann EM-guld för Sverige, liksom även VM-silver åren 1979 och 1982 samt EM-silver 1979 och 1981. År 1992 sprang hon New York Marathon.
År 1999 gav hon ut en skiva med egna barnvisor, Victors visor.

## Journalistkarriär
Senare började Hultling på riksradion och läste nyhetstelegram. Efter att ha rapporterat från VM i curling i mars 1985 började hon på Radiosporten vid SR och gick 1985 vidare till SVT:s Sportspegeln. Under andra halvan av 1987 blev hon programledare för TV:s aktualitetsmagasin 20:00. Åren 1989-1992 gjorde hon det årliga programmet Året med kungafamiljen och har också rapporterat från Nobelmiddagen. År 1993 återvände hon till sportredaktionen och har gjort program som Sportnytt, Sportspegeln och Lilla Sportspegeln.
Den 23 december 2007 gjorde hon sin sista sändning i Sportspegeln, efter över 1 600 program. Hon har därefter gått över till TV4 som kommentator för curling och konståkning.
Hösten 2008 agerade Hulting kommentator till TV4:s underhållningsprogram Stjärnor på is. Året därpå, hösten 2009, deltog hon i dokusåpan Kändisdjungeln.
Med start den 20 november 2021 är Hultling en av fem programledare i Viaplays satsning på vintersport, Viaplay Vinter. 

## Familj och privatliv
I juni 1987 gifte Hultling sig med radioreportern Claes Sjöberg. De adopterade en son 1990. I mitten av 1990-talet träffade hon sin nuvarande sambo Albert Svanberg.
Hultling har gjort offentligt att hon har bröstcancer. I SVT:s pratprogram Skavlan berättade hon i mars 2012 om sjukdomen och blottade sin bara hjässa.

## Filmografi, i urval

### TV
- 2009 – Kändisdjungeln – Deltagare